# Misael Moya Méndez
Misael Moya Méndez (Santa Clara, Villa Clara, 1972) es un filólogo y editor cubano, doctor en Ciencias Lingüísticas. Su obra establece que la llegada del siglo XXI obligó a las editoriales a adentrarse en un mundo signado por el intercambio vertiginoso de la información, la transferencia y la sustitución de tecnologías, la consiguiente ruptura de la transmisión tradicional del conocimiento del gremio de los impresores y diseñadores, la puesta del proceso editorial de manera cada vez más abierta (y también más audaz) en las manos de los propios autores, y en algunos contextos incluso la prostitución de saberes técnicos e intelectuales altamente especializados. En medio de ese panorama, sostiene una teoría de la edición ordinaria que, tras demostrar con hechos históricos el protagonismo del editor en la gestación y la transmisión literarias, clama por el ejercicio cada vez más competente, consciente y espontáneo de las funciones de dicho especialista. (Desde una perspectiva estrictamente filológica, asume como editor a todo intermediario entre un texto ajeno, cuya publicación prepara, y una comunidad de lectores.)
Defiende seis principios de la relación editor-texto-autor: la perfectibilidad del texto, el enfoque correctivo limitado del texto, la edición asistida por la investigación multidisciplinaria, la separación procedimental de los procesos de la redacción de originales y la corrección de pruebas de imprenta, la especialización de los factores editoriales para un ejercicio particular de los procesos y la comprensión del texto editado como deudor de un acabado textual colaborativo. El enfoque correctivo del texto se limita, en su teoría, al convertir en “problemas” únicamente los errores informativos, las erratas y los vicios de estilo, y al fomentar la conciencia lingüística del escritor como respaldo de los productos lingüísticos presentes en su creación.
Como editor, ha estado vinculado a varias publicaciones periódicas y casas editoriales. Fue editor de la revista Islas entre 1997 y 2006, fundador y primer director de la Editorial Universitaria Samuel Feijóo (1996) y de Las Villas Letras (2012), casa editorial cubana que publica oficialmente en soporte electrónico y permite las descargas gratis en Internet.
En su historial como investigador y profesor universitario, sobresalen reconocimientos del Ministerio de Cultura y de la Academia de Ciencias de Cuba. Ha sido gestor y coordinador de varios proyectos de educación de posgrado; entre ellos, una Maestría en Edición de Textos, una Maestría en Estudios Lingüístico-Editoriales Hispánicos y una Maestría en Estudios Teóricos y Metodológicos del Español Actual.
Es autor de numerosos artículos y libros; entre los más significativos: Expedición al mundo de la errata (Ediciones Sed de Belleza, Santa Clara, 2009), Edición y crítica textual (Editorial de Ciencias Sociales, La Habana, 2011), Praxis editorial y lengua española. Introducción a una teoría de la edición ordinaria (Editorial Letras Cubanas, La Habana, 2013) y Edición ordinaria y edición crítica de textos (Editorial Feijóo, Santa Clara; Editorial Félix Varela, La Habana, 2013).
Graduado también de artes plásticas, se desarrolla paralelamente como profesor de Historia del Arte y de la Arquitectura, y ha producido bibliografía en torno al tema de la crítica artística del siglo XIX.